# Schildwachtleeuwerik
De schildwachtleeuwerik (Corypha athi) is een zangvogel uit de familie Alaudidae (leeuweriken). Eerder werd deze vogel beschouwd als een ondersoort van de roodnekleeuwerik (C. africana).

## Verspreiding
Deze soort komt voor in Kenia en Tanzania en telt twee ondersoorten:
- C. a. athi: van centraal Kenia tot noordoostelijk Tanzania.
- C. a. harterti: zuidelijk-centraal Kenia.

## Status
De schildwachtleeuwerik komt niet als aparte soort voor op de lijst van het IUCN, maar is daar (nog) een ondersoort van de roodnekleeuwerik (Corypha africana).